# The Crucible
The Crucible és una pel·lícula estatunidenca dirigida per Nicholas Hytner estrenada el 1996 segons l'obra d'Arthur Miller, Les bruixes de Salem, de 1952.

## Argument

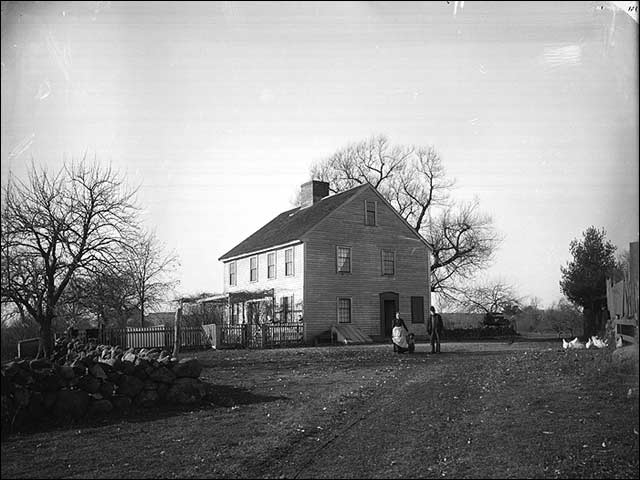
La casa dels Putnam

Salem (Massachusetts), el 1692, a l'aurora. Totes les joves vilatanes es reuneixen als boscos en companyia de Tituba, una esclava negra procedentf de Barbados. Tituba comença un ritual i les noies diuen els noms dels homes amb qui desitgen casar-se. Una d'elles Abigail Williams, en lloc de dir el nom de l'home que estima John Proctor, mata un pollastre i en beu la sang desitjant la mort de la dona de John Proctor. Les vilatanes comencen a ballar (una de les noies es posa fins i tot a córrer nua) i es posen a córrer pel bosc. De sobte, són sorpreses per l'oncle d'Abigail, el Reverend Parris que avança cap a elles. Mentre les noies fugen cridant, la filla de Parris, Betty, cau inconscient.
De tornada a la casa de Parris, Betty està inconscient. Igualment la filla de Thomas i Ann Putnam, Ruth, que ballava igualment. Aquesta situació desconcerta Mrs. Putnam que ja ha perdut nombrosos fills per malalties infantils. Els Parris i els Putnam reben la visita de Giles Corey, qui condemna el fet que la seva dona llegeixi constantment, de Rebecca Nurse, que pensa que els nens fingeixen la seva inconsciència, i de John Proctor. Mentre estan sols fora, John i Abigail sorprenn una conversa parlant de la seva relació amb John quan era al seu servei anteriorment. Abigail estima encara John, però ell s'adona que ha comès un error i la deixa. Els Putnam i el Reverend Parris pensen que Betty i Ruth estan posseïdes pel dimoni i apel·len al Reverend Hale. Examina llavors Betty, després reuneix totes les altres noies que han ballat. Per salvar-se del càstig, Abigail declara que Tituba estava en relació amb el diable durant el ritual. L'atenció es gira llavors sobre Tituba que clama la seva innocència. Però ningú no la creu i Abigail es confessa i les altres noies, incloent-hi Betty, es posen a denunciar dones que han vist "amb el diable". Aviat, tota mena de gent, com vells borratxos o persones jutjades extravagants, estan acusades de bruixeria. Entre ells, Rebecca Nusre (acusada pels Putnam d'homicidi sobrenatural dels bebès de Mrs Putnam), Martha Corey (per a maledicció sobre un home, els porcs del qual morien només havent-los comprat), i Elizabeth Proctor, la dona de John Proctor (acusada per Abigail de servir-se d'una nina vudú per donar-li violents mals d'estómac).
John, decidit a salvar el seu amor afirma que la seva serventa, Mary Warren, una de les noies "afectades", jura davant el tribunal que la bruixeria era fictícia. Encara que Mary Warren estigui espantada per Abigail, acaba estant d'acord. En el procés, Francis Nurse dona una llista de noms de persones garants de Martha, Rebecca i Elizabeth. Els jutges reaccionen ordenant la detenció de totes les persones de la llista per tal que puguin ser preguntades. Giles Corey afirma que quan Ruth Putnam acusava Rebecca Nurse, es va sentir Mr Putnam contar que la seva filla havia obtingut un "bonic tros de terra" (La propietat de la família Nurse cobejada pels Putnam). Tanmateix, Corey es nega a lliurar el nom de la persona que va sentir aquesta conversa, per una detenció segura d'aquesta. Els jutges ordenen la detenció de Corey a causa d'aquest rebuig. Durant aquest temps, Mary Warren afirma que ella sola pensava haver vist esperits i que els seus crits van ser provocats per la por que va tenir en e ritual. Es diu a John que Elizabeth està embarassada i no serà executada fins al naixement del seu bebè, però vol inculpar les noies de falsos testimoniatges.

## Al voltant de la pel·lícula
La història del film està basada en els fets al voltant del procés de bruixeria el 1692 a Salem, a Massachusetts. Miller va descriure els fets com una al·legoria del maccarthisme.

## Repartiment
| - Daniel Day-Lewis: John Proctor - Winona Ryder: Abigail Williams - Paul Scofield: Jutge Thomas Danforth - Joan Allen: Elizabeth Proctor - Bruce Davison: Reverend Parris - Rob Campbell: Reverend Hale - Jeffrey Jones: Thomas Putnam - Peter Vaughan: Giles Corey - Karron Graves: Mary Warren - Charlayne Woodard: Tituba - Frances Conroy: Ann Putnam - Elizabeth Lawrence: Rebecca Nurse - George Gaynes: el jutge Samuel Sewall - Mary Pat Gleason: Martha Corey | - Robert Breuler: el jutge Hathorne - Rachael Bella: Betty Parris - Ashley Peldon: Ruth Putnam - Tom McDermott: Francis Nurse - John Griesemer: Ezekiel Cheever - Michael Gaston: Marshal Herrick - William Preston: George Jacobs - Ruth Maleczech: Goody Osborne - Sheila Pinkham: Goody Good - Peter Maloney: Dr.. Griggs - Kali Rocha: Mercy Lewis - Taylor Stanley: Joanna Preston - Lian-Marie Holmes: Deliverance Fuller |

## Premis i nominacions

### Premis
- 1997. BAFTA al millor actor per Paul Scofield

### Nominacions
- 1997. Os d'Or a la millor pel·lícula al Festival Internacional de Cinema de Berlín
- 1997. Oscar al millor actor secundari per Joan Allen
- 1997. Oscar al millor guió adaptat per Arthur Miller
- 1997. BAFTA al millor guió adaptat per Arthur Miller
- 1997. Globus d'Or al millor actor dramàtic per Paul Scofield
- 1997. Globus d'Or a la millor actriu dramàtica per Joan Allen